# Dağ
Dağ (türk. für „Berg“) ist ein türkischer männlicher Vorname und Familienname.

## Namensträger

### Familienname
- Ekrem Dağ (* 1980), österreichischer Fußballspieler türkischer Abstammung
- Emrah Dağ (* 1987), türkischer Fußballspieler
- Hüseyin Dağ (* 1968), türkischer Fußballspieler
- Koray Dağ (* 2003), türkisch-deutscher Fußballspieler
- Özcan Dağ (* 1983), türkischer Fußballspieler
- Şevket Dağ (1876–1944), türkischer Maler, Kunstpädagoge und Politiker
- Umut Dağ (* 1982), österreichischer Filmregisseur und Drehbuchautor